# Jedrski ledolomilec
Jedrski ledolomilec je tip ledolomilca, ki uporabljala jedrski pogon. Jedrski reaktor proizvaja paro za parno turbino, ki potem žene propeler. Skoraj vse jedrske ledolomilce so zgradili v Rusiji (Sovjetski zvezi). Uporabljali so se v ledenih vodah severno od Sibirije. Jedrski ledolomilci imajo v primerjavo z dizelskimi večjo moč in ni potrebno dotakanje goriva. So pa dražji za izdelavo in vzdrževanje.
Jedrski ledolomilci lahko plujejo skozi 2,5 metra debel led pri hitrosti 10 vozlov (19 km/h).

## Specifikacije jedrskega ledomilca razreda Arktika
- Dolžina: 148 m do 159 m
- Širina: 30 m
- Ugrez: okrog 11,08 m
- Največja višina od gredlja do vrha: okrog 55 m
- Izpodriv: 23000 do 25000 ton
- Maks. hitrost: 18 do 22 vozlov
- Potovalna hitrost: 18 do 20 vozlov
- Posadka: 138 do več kot dvesto 200
- Potnikov: približno  100
- Reaktorji: 2 OK-900A, 171 MW vsak
- Pogon: 3 propelerji, skupaj 75000 KM
- Največja debelina ledu: 2 do 2,8 m
- Čas plovbe: 7,5 mesece na morju